# 3番街-149丁目駅
3番街-149丁目駅（3ばんがい-149ちょうめえき、英語: Third Avenue–149th Street）はニューヨーク市地下鉄IRTホワイト・プレーンズ・ロード線の駅である。ブロンクス区ザ・ハブとモット・ヘイヴンに跨がる東149丁目と3番街、メルローズ・アベニュー、ウィリス・アベニューの交差点に位置し、2系統が終日、5系統が深夜を除く終日停車する。駅は2017年に700万人以上の乗客が利用しており、ニューヨーク市地下鉄全体では52番目、ブロンクス区内の駅に限ると161丁目-ヤンキー・スタジアム駅に次ぎ2番目に乗客数が多い駅となっている。

## 歴史
1905年7月10日のジャクソン・アベニュー駅 - 149丁目-グランド・コンコース駅間の延伸開業と共に3番街駅 (Third Avenue) として開業した。当駅と1887年に開業していたIRT3番街線149丁目駅との間を無料で乗り換えることができた。3番街線とホワイト・プレーンズ・ロード線という2つの高速輸送鉄道の駅ができ付近を走っていた路面電車のターミナルにもなり、商業開発が進んだことから20世紀初頭に駅の位置する交差点は"ザ・ハブ"という名前になった。
1973年にIRT3番街線が廃止されたあとも、IRT3番街線の代替路線となったBx55バスとの間で紙を利用することで無料で乗り換えができた。また、この駅はメトロカード対応の自動改札機をテストとして最初に導入した駅の1つである。
1981年にMTAは、地下鉄で最も老朽化した69駅の中に当駅をあげた。

## 駅構造
| G          | 地上階                       | 出入口 |
| P ホーム階 | 相対式ホーム、右側ドアが開く | 相対式ホーム、右側ドアが開く |
| P ホーム階 | 南行線                       | ← フラットブッシュ・アベニュー-ブルックリン・カレッジ駅行き（149丁目-グランド・コンコース駅） ← 平日：フラットブッシュ・アベニュー-ブルックリン・カレッジ駅行き（149丁目-グランド・コンコース駅） ← 週末：ボウリング・グリーン駅行き（149丁目-グランド・コンコース駅）                                                                                     |
| P ホーム階 | 北行線                       | → ウェイクフィールド-241丁目駅行き（ジャクソン・アベニュー駅） → → 深夜帯以外：イーストチェスター-ダイアー・アベニュー駅行き（夕ラッシュ時：東180丁目駅、それ以外：ジャクソン・アベニュー駅） → → 朝夕ラッシュ時：東180丁目駅行き、ガン・ヒル・ロード駅行き、ネレイド・アベニュー駅行き（夕ラッシュ時：東180丁目駅、それ以外：ジャクソン・アベニュー駅） → |
| P ホーム階 | 相対式ホーム、右側ドアが開く | |

駅は相対式ホーム2面と線路2線を有した2面2線の地下駅で、改札内でのホーム間連絡通路は設置されていない。近年駅は改装され両ホームにそれぞれ地上へ接続するエレベーターが設置されADAに準拠するようになった。
駅には1996年にホセ・オルテガにより製作されたアートワーク『Una Raza, Un Mundo, Universo (One Race, One World, One Universe)』が設置されている。これは4つのモザイクアートからなっており、改札口付近のホームに飾られている。また、改装前はホーム壁面にテレコッタの「3」と書かれた板があったが、現在はニューヨーク交通博物館に保存されている1つを除いて全て撤去されている。
駅の北側（地理的には東側）では線路は地上へ上がり高架線となりジャクソン・アベニュー駅に入る。この地下線から高架線へとなる部分にはかつて3番街線とホワイト・プレーンズ・ロード線間の連絡線があり、現在もその跡を見ることができる。また、急行線は東180丁目駅まで停車しない。駅間距離は3.4マイル（5.5キロメートル）で7駅通過しており、同じく7駅通過しているIND8番街線125丁目駅 - 59丁目-コロンバス・サークル駅間の急行線3.5マイル（5.6キロメートル）に次いでニューヨーク市地下鉄内で2番目に長い急行停車駅間距離となっている。

### 出口
改札口はホームと同じ階にあり、閉鎖されたホーム間連絡通路もある。また、改札口にはバス乗換ブースがあり、IRT3番街線の代替バスであるBx55バスに乗車する場合はこのブースで無料連絡用の紙を貰ってバスへ乗り換えることになっていた。しかし、1997年7月にメトロカードが導入され、自動的に無料連絡が可能となったためこのブースは閉鎖された。
地上へは両ホームともに3つの階段と1機のエレベーターが接続している。北行ホーム側からは東149丁目と3番街、メルローズ・アベニュー、ウィリス・アベニューの交差点南西に階段1つとエレベーター1機、同交差点南東に階段2つが接続しており、南行ホーム側からは同交差点北西に階段1つとエレベーター1機、同交差点北側に階段2つが接続している。

## 駅周辺
- アルフレッド・E・スミス・キャリア技術教育高等学校[17]
- ブロンクス・オペラハウス[17]
- ニューロシェル大学[17]
- パターソン・ハウス[17]
- サウス・ブロンクス教育キャンパス、かつてはサウス・ブロンクス高等学校[17]